# Limojon de Saint-Didier
Alexandre-Toussaint de Limojon de Saint-Didier, né vers 1630 dans le Comtat Venaissin, mort par naufrage en 1689, est un alchimiste, historien et diplomate français. Secrétaire de l'ambassade de France à Venise de 1672 à 1677, il accompagna le comte d'Avaux au congrès de Nimègue (1678), en Hollande (1684) et en Irlande (1689). Il périt dans la traversée du retour en France. Il a laissé divers livres soit sur l'alchimie soit sur la politique.

### Diplomatie
- La ville et la république de Venise, Paris, Claude Barbin, 1680. Cet ouvrage a été aussi édité chez des éditeurs différents tant en 1680 qu’en 1685.
- Histoire des négociations de Nimègue, Paris, Claude Barbin ou G. de Luyne, 1680. Plusieurs éditions ont suivi, dont la quatrième en 1697.

### Œuvres alchimiques
- Le Triomphe hermétique ou la Pierre philosophale victorieuse (1690), intro. et notes par Eugène Canseliet, Denoël, 1971, 307 p. Première partie : L'ancienne guerre des chevaliers ou Entretien de la pierre des philosophes avec l'or et le mercure. Traduit de la langue catalane
- Lettre aux vrais Disciples d'Hermès contenant six principales clefs de la philosophie secrète (1699). Troisième partie ou appendice du Triomphe hermétique

### Études
- Eugène Canseliet, L'alchimie expliquée sur ses textes classiques, Jean-Jacques Pauvert, 1972.
- Georges Ranque, La Pierre philosophale, Paris, R. Laffont, 1972 (Contient une trad. française de : « Ein Herzlicher teutscher Tractat », de Lambspring, faite à partir de la version latine intitulée : « Libellus de lapide philosophico » ; une trad. du « Tractatus chymico-philosophicus de rebus naturalibus et supernaturalibus metallorum et mineralium », de Basilius Valentinus ; et le texte en français moderne du « Triomphe hermétique ou la Pierre philosophale victorieuse », d'Alexandre-Toussaint de Limojon, sieur de Saint-Didier).